# Образцов, Владимир Николаевич
Владимир Николаевич Образцо́в (6 [18] июня 1874, Николаев, Херсонская губерния, Российская империя — 28 ноября 1949, Москва, СССР) — русский и советский учёный в области транспорта. Лауреат двух Сталинских премий (1942, 1943). Академик АН СССР с 1939 года. Генерал-директор движения первого ранга.
Отец С. В. Образцова.

## Биография
Родился 6 (18) июня 1874 года в Николаеве.
В 1897 году окончил Санкт-Петербургский институт инженеров путей сообщения.
С 1901 года преподавал в Московском инженерном училище. С 1919 по 1922 год — профессор Московского института гражданских инженеров, с 1923 по 1949 год — профессор Московского института инженеров железнодорожного транспорта. С 1939 года и до конца жизни возглавлял секцию по научной разработке проблем транспорта АН СССР.
Основные научные труды Образцова посвящены проблемам проектирования железнодорожных станций и узлов, организации планирования сортировочной работы на сети железных дорог, а также вопросам взаимодействия служб железной дороги и различных видов транспорта между собой. Образцов является основоположником науки о проектировании станций и узлов, основателем и руководителем факультета «Эксплуатация железных дорог» в Московском институте инженеров транспорта. Он руководил реконструкцией и расширением Ртищевского железнодорожного узла.
В 1927—1934 годах принимал участие в составлении «Технической энциклопедии» в 26 томах под редакцией Л. К. Мартенса. Является автором статей по тематике «подвесные дороги». Активно участвовал в разработке идеологии детских железных дорог, с 1936 года был председателем Совета содействия строительству детских железных дорог.

Могила В. Н. Образцова на Новодевичьем кладбище в Москве

Член ВЦИК 16-го созыва (1935), депутат ВС СССР 1-го и 2-го созывов с 1937 года (избирался от Ртищевского избирательного округа).
11 января 1936 года, будучи начальником Центрального научно-исследовательского института железнодорожного транспорта, был утверждён в состав Совета при народном комиссаре путей сообщения.
На выборах в Верховный Совет СССР, состоявшихся 12 декабря 1937 года, был избран депутатом Совета Союза от Ртищевского избирательного округа Саратовской области .
Во время Великой Отечественной войны на свои сбережения приобрёл самолёт Як-1 № 1027, назвал его «Ртищевский железнодорожник», который 16 июля 1943 года был зачислен в 291-го истребительного полка (на нём летал Герой Советского Союза капитан А. Ф. Лавренов).
На выборах в Верховный Совет СССР, состоявшихся 10 февраля 1946 года, вновь был избран депутатом Совета Союза от Ртищевского избирательного округа Саратовской области.
Умер 28 ноября 1949 года. Похоронен в Москве на Новодевичьем кладбище (участок № 3).

## Публикации
- Образцов В. Н. Основные данные для проектирования железнодорожных станций / Перед загл. автор — проф. В. Н. Образцов — М.-Л. : Госуд. изд-во, тип. «Красный пролетарий» в Мск, 1929. — 344 с. : с илл., черт., диа-и картогр., схем. и план., [6] вклад. лист. черт., план и табл. (25×17). — 3000 экз.[6]

## Награды
- Орден Трудового Красного Знамени (28 декабря 1946)
- Орден Отечественной войны I степени (10 июня 1945)
- Орден Ленина (18 июня 1944) — за многолетнюю научную деятельность в области железнодорожного транспорта и плодотворную работу в деле подготовки научно-технических кадров, в связи с 70-летием со дня рождения
- Сталинская премия II степени (22 марта 1943) — за многолетние выдающиеся работы в области науки и техники
- Сталинская премия I степени (10 апреля 1942) — за работу «О развитии народного хозяйства Урала в условиях войны»
- Орден Ленина
- Орден Ленина
- Орден Трудового Красного знамени
- Орден Красной Звезды
- Медали

## Семья
Жена — Анна Ивановна Образцова (фон Ребиндер) (1875—1959) — основатель и директор женской гимназии в Сокольниках (Москва).
- Сын — Николай (10 (23) августа 1900 года — ?)[7]
- Дочь — Елена (10 (23) августа 1900 года — ?)[7]
- Сын — Сергей (1901—1992) — основатель и художественный руководитель Театра кукол[источник не указан 34 дня].
- Сын — Борис (20 июля (2 августа) 1903 года — 1985[источник не указан 34 дня])[8]

## Память
- В 1949 году его именем назван Ленинградский институт инженеров железнодорожного транспорта. Носил это имя до 11 февраля 2014 года.
- Николаевский техникум железнодорожного транспорта носит имя академика В. Н. Образцова.
- В честь В. Н. Образцова названы улицы в Москве (см. улица Образцова), Челябинске, Ртищево, Николаеве, Днепре и Иркутске.
- Имя Владимира Николаевича Образцова носит учреждённая в 2023 году премия Правительства России в области транспортной науки и техники[9].
- В июне 2024 года в России были проведены мероприятия, посвящённые 150-летию Владимира Николаевича Образцова[9].